# Гумор

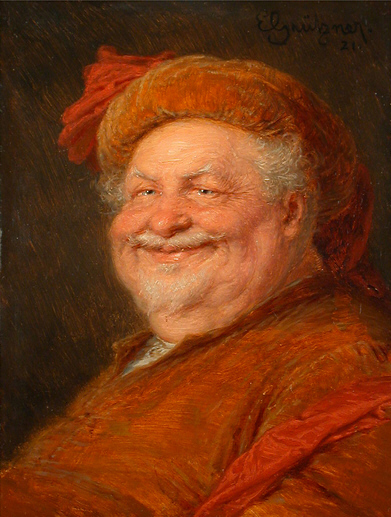
Усмішка — ознака присутності почуття гумору

Гумор — інтелектуальна здатність вбачати в предметах смішне, властивість відчуттів викликати сміх, надавати розвагу.
Фізична або вербальна дія, яка має на меті розсмішити. В основі лежить протиставлення кількох частин буття, вхоплених гумористом з контексту історичного розвитку. Поняття гумору ґрунтується на спостережливості та аналітичності мислення, тому бути в доброму гуморі — бути спостережливим та мислити філософськи — підмічати єдність та боротьбу протилежностей в межах однієї сутності.

## Етимологія
Слово гумор має давньогрецьке коріння. В античній медицині стан людини описувалося співвідношенням чотирьох рідин — крові, флегми, жовтої та чорної жовчі — які вони називали «гумор» (див.: гуморальний). Співвідношення і гармонія цих рідин визначали здоров'я і самопочуття людини.

## Термін
Слово «гумор» в українській мові вживається в таких значеннях:
1. Доброзичливо-глузливе ставлення до чого-небудь, спрямоване на викриття недоліків; уміння подати, зобразити щось у комічному вигляді.
2. Художній прийом у творах літератури або мистецтва, заснований на зображенні чого-небудь у комічному вигляді, а також твір літератури, або мистецтва, що використовує цей прийом.
3. Психічний стан; настрій людини («у доброму гуморі» — у доброму настрої, «не в гуморі» — у поганому настрої).

## Види гумору
Гумор часто не є універсальним і не переноситься з однієї культури в іншу, зазвичай через те, що залежить від деталей конкретного культурного оточення. З одного боку, в епоху глобалізації відмінності між культурами стають все більш зрозумілими і гумор стає універсальнішим. З іншого — у кожної соціальної групи є певні рамки, куди гумор не пускають. Наприклад, фанати футбольної команди не дозволять фанатам іншої футбольної команди сміятися над своїми кумирами, також, як віруючі не будуть сміятися над елементами своєї віри.
Існують різні форми гумору: іронія, оксюморон або гра слів, пародія, сатира, сарказм, анекдот, жарт, каламбур і так далі. Особливим видом гумору є чорний гумор.
Поряд з текстовою формою, гумор може бути також представлений в графічному вигляді:
— карикатура, шарж та ін.
А також за допомогою аудіо-візуальних жанрів: стенд-ап, гумористична мініатюра тощо.

## Психологія гумору
Почуття гумору — здатність людини розуміти гумор. Воно надає людині впевненості в собі й оптимізм. У крайніх випадках викликає почуття зверхності і влади над об'єктом приниження.
Інструмент гумору — це жарт. Зазвичай вдало вигаданий жарт знімає напругу, смуток або страх. Однак, якщо жарт висловився на адресу будь-якої людини, то він може нести не тільки радість, а й бути актом агресії, оскільки людина може побачити в ньому зловмисну образу і приниження. Тому жарти зазвичай допускаються тільки по відношенню до добре знайомих людей, які сприймають його як прояв довіри до них самих, що дає можливість подивитися на себе з боку в критичному світлі. У цьому випадку відносини людей зміцнюються ще більше. В іншому ж випадку жарт, особливо висловлений на публіці, сприймається як особиста образа і сприяє виникненню неприязних відносин між людьми.
За вищезгаданих причин сміх може бути як злим, так і добрим. Те ж саме можна сказати і про жартівника.

## «Столиці гумору»
Деякі міста претендують на звання національної (або навіть світової) «столиці гумору»:
- Шотландія: Абердин
- Болгарія: Габрово
- Польща: Вонхоцьк
- Євреї Східної Європи: Холм (Польща)[3]
- Україна: Одеса